# شهرستان کلارک (جورجیا)
شهرستان کلارک، جورجیا (به انگلیسی: Clarke County, Georgia) یک سکونتگاه مسکونی در ایالات متحده آمریکا است که در جورجیا واقع شده‌است.